# Dicranum pallidisetum
Dicranum pallidisetum är en bladmossart som beskrevs av Robert Root Ireland 1965 [1966. Dicranum pallidisetum ingår i släktet kvastmossor, och familjen Dicranaceae. Inga underarter finns listade i Catalogue of Life.